# Mansfield Smith-Cumming
Captain Sir Mansfield Cumming (1859-1923) est un officier de la Royal Navy ayant commandé le Secret Intelligence Service (MI6) à partir de sa création en 1909. De petite taille, il est reconnaissable à son monocle cerclé d’or, à sa canne et sa jambe de bois, ainsi qu’à son monogramme "C", signé à l’encre verte,.

## Famille
Mansfield George Smith est le descendant à la sixième génération de Thomas Smith, fondateur en 1658 de la Smith's Bank (en) à Nottingham. Au XVIIIe siècle, son arrière-arrière grand-père, John Smith, frère d’Abel Smith II, est un haut fonctionnaire de la compagnie des Indes orientales et de la compagnie de la mer du Sud. Son père, le colonel John Thomas Smith (1805-1882), officier du génie royal et maître de la monnaie à Madras et Calcutta, présente en 1851 une machine de frappe monétaire à l’Exposition universelle de Londres. Sa mère, Maria Sarah Tyser, est la fille d’un médecin. Il est le douzième et dernier enfant de ses parents, mariés en 1837 (vingt-deux ans avant sa naissance). Smith se marie une première fois avec Dora Cloete en 1885, puis, trois ans plus tard, avec Leslie Cumming, héritière d’une vieille famille écossaise dont il adopte le nom.

## Carrière
Mansfield Smith intègre à douze ans le Britannia Royal Naval College, à Dartmouth dans le Devon. Il est envoyé en 1877 comme sous-lieutenant sur le HMS Bellerophon qui mène des opérations contre des pirates en Malaisie. Smith est décoré pour sa participation à la guerre anglo-égyptienne en 1883. Souffrant du mal de mer, il est déclaré inapte au service et retourne en Angleterre, s’occupant notamment de la défense navale de Bursledon, dans le Hampshire.
Les détails manquent sur les débuts de Smith-Cumming comme officier de renseignement. Il est nommé par l’amiral Arthur Wilson au Secret Service Bureau, fondé en 1909 et installé à Whitehall Court pour organiser le contre-espionnage, dans un contexte de suspicion croissante à l’égard de l’Empire allemand. En 1910, une scission s’opère avec l’accord de Winston Churchill, alors Secrétaire d'État à l'Intérieur : Vernon Kell (en) ("K") et William Melville (en) prennent la direction de la sécurité intérieure - futur MI5 - tandis que Cumming devient le Chef ("C") de la section extérieure - futur MI6. Pendant treize ans, il construit l’autonomie de son service par rapport à la Royal Navy et au War Office, renforçant son monopole sur le renseignement extérieur. Il recrute des informateurs infiltrés dans l’industrie navale allemande, obtenant des renseignements sur la Hochseeflotte de la Kaiserliche Marine et sur les programmes de construction de sous-marins. Les dépenses du bureau restent limitées avant la guerre et Cumming dépend notamment des services du maître espion Sidney Reilly.

### Première Guerre mondiale
Au début de la Première Guerre mondiale, Cumming, Kell et Basil Thomson, le chef de la Metropolitan Police, mettent la main sur 22 espions allemands, qui sont pour moitié exécutés.
Le 3 octobre 1914, il est victime d’un grave accident en France. Son fils Alastair Smith-Cumming, lieutenant des Seaforth Highlanders au volant de la Rolls-Royce paternelle, meurt sur le coup, tandis que les deux jambes de "C" sont brisées. La gauche est amputée à l’hôpital militaire le lendemain. Dès lors, Cumming a recours à une canne et une prothèse.
En juin 1916, il apprend l’ampleur des pertes de la flotte allemande après la bataille du Jutland en mer du Nord. Ces renseignements, transmis par l’ingénieur Karl Krüger, sont exploités pour remonter le moral public. La liste des agents ayant travaillé avec le Secret Intelligence Service (SIS) pendant la guerre inclut plusieurs écrivains, tels Paul Dukes, John Buchan, Compton Mackenzie et William Somerset Maugham. Mansfield Cumming est informé par Claude Dansey et la « Dame Blanche » des mouvements de troupes allemandes en Belgique et dans le Nord de la France. À la fin de la guerre, “C" est à la tête d’un réseau de plusieurs centaines d’agents identifiés par des lettres, actifs de l’Égypte à l’Inde en passant par la Palestine. Le SIS opère avec le Foreign Office, qui offre des couvertures diplomatiques à ses agents. Le service déménage en 1919 à Melbury Road. Cumming collabore avec le chef du renseignement de l’amirauté, Hugh Sinclair, fondateur en 1919 de la GC&CS consacrée au renseignement d'origine électromagnétique.

### Guerre civile russe
En décembre 1916, un agent du Secret Intelligence Service, Oswald Rayner, participe à l’assassinat de Raspoutine. Après la Révolution de 1917, Sidney Reilly est envoyé en mission à Moscou, complotant vainement contre Lénine et Trotsky et récoltant des renseignements sur l’Armée rouge et l’Armée blanche. Cumming écarte Sidney Reilly du service en 1922. Il est arrêté trois ans plus tard et exécuté sur ordre de Staline.

### Guerre anglo-irlandaise etBloody Sunday
En 1920, un an après la déclaration d'indépendance de l'Irlande, Cumming créé une branche du service à Dublin. Le matin du dimanche 21 novembre 1920, le squad des douze apôtres de l’armée républicaine irlandaise assassine quatorze agents du SIS sur ordre de Michael Collins. "C" fait évacuer la plupart de ses hommes de l’île dans les jours suivants.

## Mort et hommages
Sir Mansfield Cumming meurt à Londres le 14 juin 1923, à soixante-quatre ans. Hugh Sinclair lui succède à la tête du SIS. Ses successeurs reprennent le monogramme "C" pour signer leurs missives.
Membre d’un Yacht Club, il conduisait sa Rolls à toute vitesse dans Londres et obtint même un certificat d’aviateur avant son accident. À la fin de sa vie, il se déplaçait avec une canne-épée.
Une plaisanterie témoigne de la gaillardise des membres de l’Intelligence Service dans les années 1910 : du sperme aurait été utilisé comme encre sympathique par certains agents dans leurs rapports, jusqu’à ce que Cumming l’interdise, incommodé par l’odeur (son nom est un homophone grossier du verbe éjaculer en anglais).
Dans la fiction, Cumming inspire à John Le Carré le personnage de Control, chef du SIS dans L'Espion qui venait du froid. Ian Fleming choisit le "M" de Mansfield pour nommer le chef de James Bond.